# Enigma (відеогра)
Enigma — це вільна відеогра-головоломка, розповсюджувана на умовах GNU General Public License, написана переважно на Lua. Заснована на ранішій грі Oxyd, яка, коли вона продавалася, була дуже популярною. Оскільки Oxyd більше не підтримується розробником, Enigma стала її вільним кросплатформним продовженням. Enigma, як гра з відкритим сирцевим кодом, отримала багато позитивних відгуків критиків.

## Ігровий процес і розширення гри

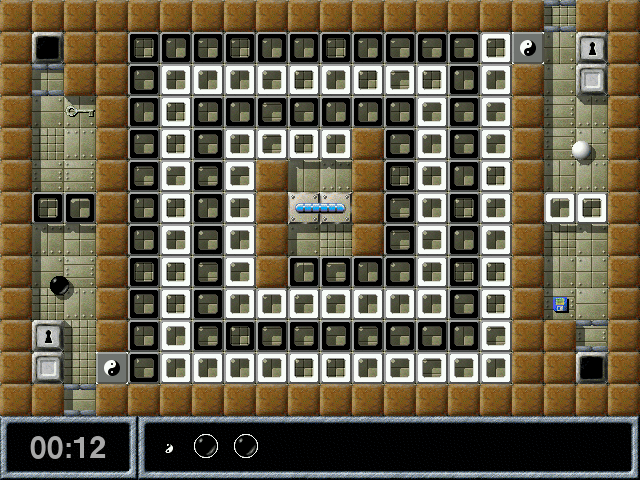
Приклад рівня, де потрібно враховувати взаємодію чорної та білої кульок з блоками відповідного кольору

### Основи
Enigma складається приблизно з 2500 рівнів, відомих як «місцевості», на яких можна грати в будь-якому порядку. Процес відбувається з виглядом згори. Гравець керує однією або більше мармуровою кулькою, використовуючи мишу, і взаємодіє з місцевістю виключно за допомогою цієї кульки. На рівнях потрібно виконати такі завдання, як пройти лабіринт, торкнутися вказаної кількості каменів, активувати перемикач, який певним чином змінює рівень, розмістити всі видані кульки в лунках. Подекуди трапляються провалля, ями, вибухові блоки, яких треба оминати, та западини, куди кульки скочуються під дією гравітації.
Рівні поділяються на 2 основні категорії: місцевості Oxyd і місцевості для медитації. Може здаватися, що деякі рівні знаходяться в одній категорії, в той час як насправді вони знаходяться в іншій.
Місцевості зазвичай являють собою логічні головоломки, хоча часто також необхідна спритність в управлінні вказівним пристроєм типу миші (єдиний спосіб керування). Місцевості генеруються скриптами мовою програмування Lua, роблячи створення складних рівнів порівняно простим. Існує редактор рівнів, але на даний момент він не дуже широко використовується.
Крім створених для неї 563 стандартних рівнів, Enigma включає також 20 навчальних місцевостей, 149 місцевостей, запозичених з різних ігор, на зразок Sokoban, 151 місцевість, запозичену з ігор Oxyd, і 91 місцевість, запозичену з попередника Oxyd, Esprit. Все це становить 974 місцевості.
На доповнення до Enigma можна підключати файли даних оригінальних ігор Oxyd, що потенційно додає 550 місцевостей до колекцій Enigma. Хоча деякі особливості серій Oxyd ще не підтримуються в Enigma, більшість місцевостей повнофункціональні.
В Enigma поки немає режиму для двох гравців, який був доступний у деяких версіях Oxyd. Однак, на більшості місцевостей для двох гравців можна пограти і одному гравцеві.
Enigma збирається для платформ Mac OS X, GP2X, Microsoft Windows, FreeBSD і Linux (є пакунки для деяких дистрибутивів).

### МісцевостіOxyd
Гравці на місцевостях Oxyd повинні активувати однакові камені Oxyd. Коли до каменів Oxyd доторкається куля, влучає лазер або певні типи рухомих каменів, вони відкривають кольоровий круг. Якщо активовано два однакові камені Oxyd, вони залишаються відкритими, в той час як при відкритті неоднакових каменів Oxyd, перший з них закривається. Рівень закінчується, коли всі камені Oxyd відкриті.

### Місцевості для медитації
Гравці на місцевостях для медитації повинні розташувати маленькі білі кульки в лунках на місцевості, так щоб кожна кулька була в окремій лунці. На місцевостях для медитації, щоб ускладнити завдання, можуть знаходитися великі кульки і камені Oxyd. Деякі рівні для медитації можуть містити занадто мало або занадто багато лунок, в цьому випадку, щоб завершити рівень, гравці повинні створити додаткові лунки або прибрати наявні.

## Історія
З 2002 року Oxyd є покинутим програмним забезпеченням. Того ж 2002 року вийшов перший випуск Enigma. У 2007 році Enigma досягла стабільної версії 1.01. Поточна версія - 1.30.

### Розробка
Ландшафти генеруються скриптами на мові програмування Lua, що робить створення складних ландшафтів відносно простим. Існує редактор рівнів. Композитором музики меню "Pentagonal Dreams" є Andrew 'Necros' Sega.
Enigma наразі не підтримує популярні кооперативні мережеві ігри для двох гравців, які були доступні в деяких версіях Oxyd. Однак, більшість двокористувацьких ландшафтів можна грати в одиночній грі.